# Française des Jeux

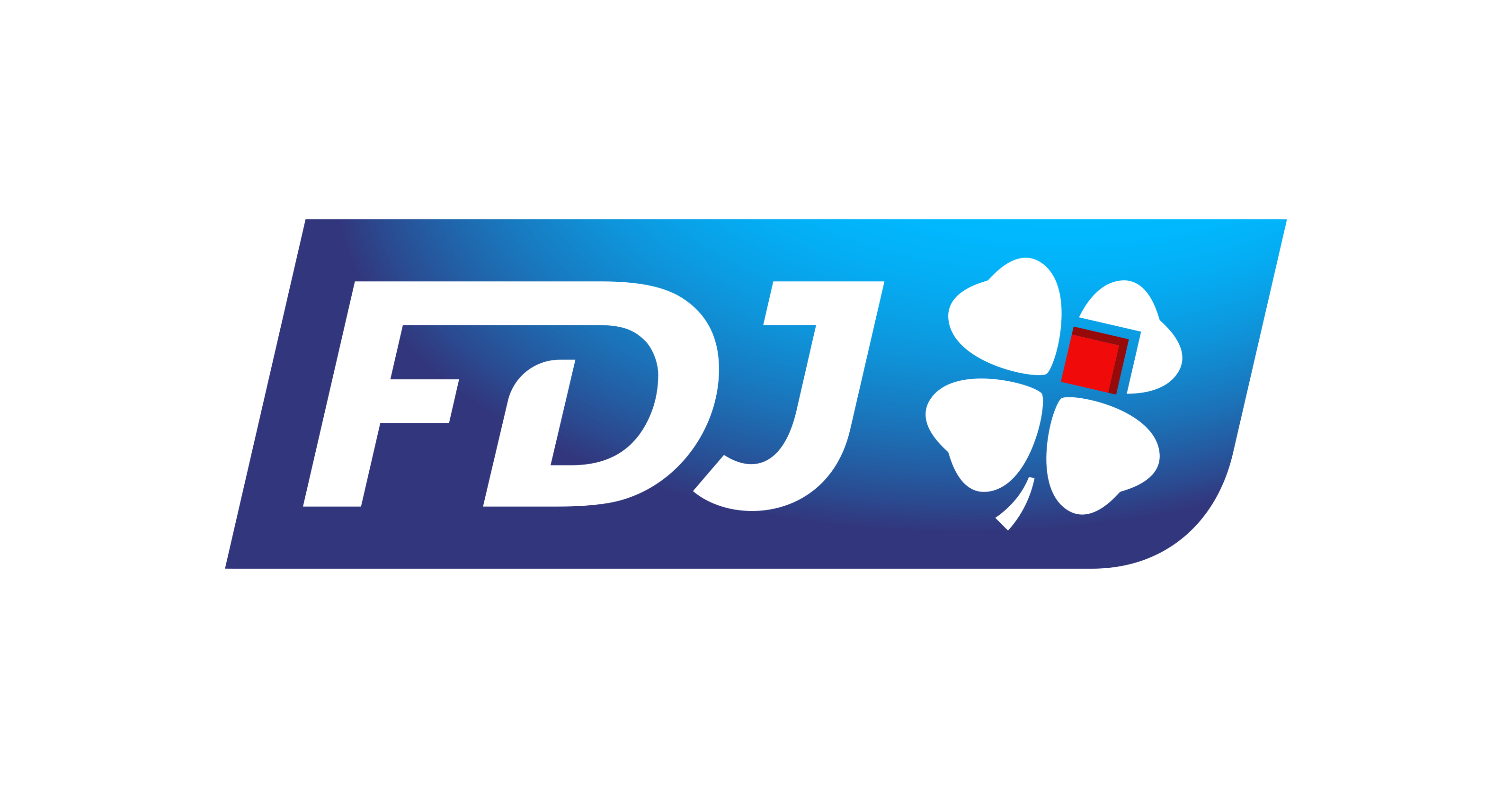
La Française des Jeux

La Française des Jeux (FDJ) – operator loterii narodowych we Francji i Irlandii oraz sponsor tytularny zespołu kolarskiego FDJ. Firma, wcześniej kontrolowana przez rząd Francji, została częściowo sprywatyzowana w 2019 roku – rząd sprzedał 52% udziałów, zachowując około 20%.
FDJ oferuje nie tylko gry losowe, ale także zakłady sportowe online, obejmujące m.in. piłkę nożną, kolarstwo i rugby. Sponsorem kolarskich drużyn Groupama–FDJ (od 1997) oraz FDJ Suez Futuroscope (od 2017).

## Historia
Francuska Loteria Narodowa powstała w 1933 roku, a w 1991 roku przyjęła nazwę „La Française des Jeux”. Wzrost popularności Loto w 1976 roku, wspierany przez rozwój technologii komputerowej i transmisje telewizyjne, przyczynił się do rozwoju firmy.
W 2004 roku FDJ, wraz z loteriami brytyjską i hiszpańską, uruchomiła grę EuroMillions, do której później dołączyło sześć kolejnych krajów. W 2005 roku firma przekazała 2,33 miliarda euro na finanse publiczne.
Od 2006 roku FDJ realizuje program „Odpowiedzialne Gry” w ramach swojej polityki CSR. W 2009 roku uprościła swoją markę, wprowadzając logo z czterolistną koniczyną.
W 2015 roku zatwierdzono strategię rozwoju do 2020 roku, zakładającą inwestycje w technologie i sieć stacjonarną. Do 2017 roku zakłady online stanowiły 11% wszystkich zakładów, a całkowite obroty wzrosły do 15,1 miliarda euro.
W 2019 roku rząd Francji rozpoczął sprzedaż udziałów FDJ w ramach prywatyzacji, zachowując około 20% akcji. W marcu 2020 roku, podczas lockdownu we Francji, La Française des Jeux ogłosiła duże straty. Mimo że 80% punktów przyjmowania zakładów pozostało otwartych, spadek stawek o 50% spowodował szacowaną stratę 55 milionów euro miesięcznie.
W 2022 roku, po zniesieniu lockdownu, zakłady wzrosły o 8,7%, osiągając 20,6 miliarda euro. W 2023 roku FDJ przejęła Premier Lotteries Ireland, operatora irlandzkiej loterii.
W styczniu 2024 roku FDJ ogłosiła plan przejęcia Kindred za 2,6 miliarda euro, dążąc do pozycji drugiego największego operatora gier w Europie. W październiku ponad 90% akcjonariuszy Kindred zaakceptowało ofertę, co umożliwiło jej przejęcie i wycofanie z giełdy Nasdaq Stockholm.
W marcu 2025 roku, La Française des Jeux zmienia nazwę na FDJ United.